# Metaclisis rufithorax
Metaclisis rufithorax är en stekelart som beskrevs av Peter Neerup Buhl 2004. Metaclisis rufithorax ingår i släktet Metaclisis och familjen gallmyggesteklar. Inga underarter finns listade i Catalogue of Life.